# Coupe du Liechtenstein de football 2001-2002
Navigation
Édition précédente Édition suivante
La coupe du Liechtenstein 2001-2002 de football est la 57e édition de la Coupe nationale de football, la seule compétition nationale du pays en l'absence de championnat.
Elle se dispute du 24 septembre 2001 au 12 mai 2002, avec la finale disputée entre le FC Vaduz, tenant du titre depuis 1998, et l'USV Eschen/Mauren.
Les 7 équipes premières du pays ainsi que plusieurs équipes réserves de ces clubs, soit au total 15 formations, prennent part à la compétition.
Le FC Vaduz conserve le trophée en battant l'USV Eschen/Mauren en finale sur le score de 6 buts à 1. Il s'agit du 31e titre de l'histoire du club dans la compétition. Grâce à ce succès, le club assure sa participation à la prochaine édition de la Coupe UEFA.

## Huitièmes de finale
| Équipe 1             | Résultat | Équipe 2          |
| -------------------- | -------- | ----------------- |
| FC Vaduz Portugais   | 4 - 0    | FC Ruggell        |
| FC Triesen Español   | 1 - 2    | FC Triesenberg    |
| FC Triesenberg II    | 0 - 6    | FC Balzers        |
| FC Schaan Azzurri    | 4 - 2    | FC Ruggell II     |
| FC Balzers II        | 2 - 1    | FC Triesen        |
| USV Eschen/Mauren II | 0 - 8    | FC Schaan         |
| FC Triesen II        | 0 - 7    | USV Eschen/Mauren |

## Quarts de finale
- Entrée en lice du FC Vaduz, tenant du titre et exempté de huitième de finale.

| Équipe 1           | Résultat | Équipe 2          |
| ------------------ | -------- | ----------------- |
| FC Schaan Azzurri  | 2 - 14   | FC Vaduz          |
| FC Vaduz Portugais | 2 - 3    | FC Triesenberg    |
| FC Schaan          | 0 - 1    | FC Balzers        |
| FC Balzers II      | 1 - 2    | USV Eschen/Mauren |

## Demi-finales
| Équipe 1          | Résultat | Équipe 2   |
| ----------------- | -------- | ---------- |
| FC Triesenberg    | 0 - 2    | FC Vaduz   |
| USV Eschen/Mauren | 3 - 0    | FC Balzers |

## Finale
| 12 mai 2002 | FC Vaduz                                      | 6 – 1   | USV Eschen/Mauren |  |  |
|             | Zarn , · Merenda · D. Polverino , · Silva pen | (2 – 1) | Atav              |  |  |

- Le FC Vaduz se qualifie pour la Coupe UEFA 2002-2003.